# 서울올림픽대회조직위원회
서울올림픽대회조직위원회(Seoul Olympic Organizing Committee, SLOOC)는 대한민국 서울에서 개최된 1988년 하계 올림픽 준비를 위하여 설립된 올림픽 조직위원회이다. 위원장은 박세직이 맡았다.